# Bako Touré
Bako Touré (Bamako, Malí, 7 de diciembre de 1939-Bamako, Malí, 28 de abril de 2001) fue un futbolista de Malí que jugó en la posición de delantero. Era el padre del también futbolista José Touré.

## Carrera

### Club
| Periodo   | Club                |
| --------- | ------------------- |
| 1957-1958 | ASPTT Nice          |
| 1958-1959 | Olympique Marseille |
| 1959–1960 | Toulouse FC         |
| 1960–1961 | AS Nancy            |
| 1961–1962 | SC Toulon           |
| 1962–1963 | Limoges FC          |
| 1963–1964 | AS Nancy            |
| 1964–1966 | FC Nantes           |
| 1966–1968 | AC Ajaccio          |
| 1968–1975 | Blois Foot 41       |

### Selección nacional
Jugó para Malí en cinco ocasiones en la Copa Africana de Naciones 1972 y anotó dos goles.

## Logros
- Ligue 1 (2): 1964/65, 1965/66
- Copa de la Liga de Francia (1): 1964/65